# Гоури

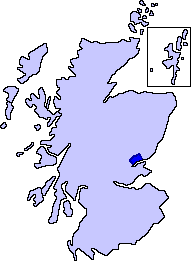
Примерные границы исторической области Гоури

Го́ури (гэльск. Gobharaidh; англ. Gowrie) — историческая область на востоке Шотландии на северном берегу залива Ферт-оф-Тей. В настоящее время эта территория входит в состав области Перт и Кинросс.
Крупнейший населённый пункт региона — Эррол. Гоури представляет собой прибрежную равнину с плодородными аллювиальными почвами, защищённую с севера небольшой горной грядой. Первоначально достаточно сильно заболоченная территория в настоящее время осушена сложной системой ирригации и представляет собой практически сплошной сад. В период средневековья в область Гоури входила также холмистая территория к северу с центром в Купаре, где находилось крупное цистерцианское аббатство.
Территория Гоури в древности была заселена южно-пиктскими племенами, а после вхождения в состав Шотландского государства здесь находились владения короля. В 1581 г. Уильям Рутвен был пожалован титулом графа Гоури. Графы Гоури были заметным фигурами в шотландской политике конца XVI века, лидерами ультра-протестантской партии и инициаторами нескольких заговоров против короля Якова VI.

## Графы Гоури
- Уильям Рутвен, 1-й граф Гоури (1581—1584), участник убийства Риччо и организатор ультра-протестантского государственного переворота в 1583 г.
- Джеймс Рутвен, 2-й граф Гоури (1586—1588), старший сын Уильяма Рутвена
- Джон Рутвен, 3-й граф Гоури (1588—1600), второй сын Уильяма Рутвена, организатор заговора против короля Якова VI в 1600 г.